# Saltillo, Las Margaritas
Saltillo är en ort i Mexiko.   Den ligger i kommunen Las Margaritas och delstaten Chiapas, i den sydöstra delen av landet, 900 km öster om huvudstaden Mexico City. Saltillo ligger 484 meter över havet och antalet invånare är 133.
Terrängen runt Saltillo är huvudsakligen kuperad, men åt sydväst är den platt. Runt Saltillo är det ganska glesbefolkat, med 34 invånare per kvadratkilometer. Närmaste större samhälle är Amparo Aguatinta, 3,3 km sydväst om Saltillo. I omgivningarna runt Saltillo växer i huvudsak städsegrön lövskog.